# Naszályi Emil János
Naszályi János (Bicske, 1910. december 15. – Érd, 2002. november 7.) magyar szerzetes, egyházi író, főiskolai tanár, monostoralapító.

## Életpályája
Szülei: Naszályi János csizmadia és Keindl Mária voltak. Elemi iskoláit szülővárosában járta ki. A gimnáziumot – bejárósként – a budai Szent Imre Ciszterci Gimnáziumban végezte el. 1929. augusztus 29-én Zircen belépett a ciszterci rendbe. 1929–1932 között a zirci Hittudományi Főiskola hallgatója volt. 1930. augusztus 30-án egyszerű fogadalmat tett. 1932–1938 között a római Gergely Egyetemen tanult. 1934. augusztus 30-án ünnepi fogadalmat tett. 1935-ben Rómában pappá szentelték. 1936. július 3-án filozófiai doktor lett. 1938-tól a zirci Hittudományi Főiskola erkölcstan és gregorián ének tanára volt. 1938-ban teológia doktor lett. 1945-ben Nagyesztergáron megalapította és vezette a Regina Mundi ciszterci női kolostort. 1948-ban Gézaháza-Pusztán lelkész volt. 1950-ben a szerzetesrendek feloszlatása után Érden folytatták titokban a szerzetesi életet. 1952–1953 között a Ward College tanára volt. 1968 végén az Államvédelmi Hatóság házkutatást tartott nála, egy hónapon át naponta kihallgatták, majd az ügyet lezárva megtiltották számára a fiatalokkal való foglalkozást. 1989-ben Érden monostort és templomot emeltetett.

## Művei
- Doctrina Francisci de Vitoria de statu (Róma, 1937)
- Idea theologica Otto Frigisensis de rebus historicis et politicis (Róma, 1939)
- A munka Prohászka gondolatvilágában (Rozsnyó, 1940)
- Csúcsok és szakadékok (1982)
- La vocation monastique (Boulaur, 1983)
- Mit Bernhard von Clairvaux ins Abenteuer der Liebe (1989)
- Szólít az Isten (Budapest, 1989)
- Isten titka az emberben (Budapest, 1993)
- Szomjazlak, Istenem (Budapest, 1996)
- Jézussal (Budapest, 1996)
- Isten kezében (Budapest, 1997)
- Törekedjünk fölfelé (Budapest, 1997)
- Fogadjátok a Szentlelket (Budapest, 1998)